# Elsewhere
Elsewhere (Desaparecida en España) es una película de drama y suspense estrenada el 15 de enero de 2009 en Estados Unidos.
Está dirigida por Nathan Hope, quien también es el guionista, mientras que la música está compuesta por Bernie Larsen. El film está protagonizado por Anna Kendrick, Tania Raymonde, Paul Wesley y Chuck Carter aunque no todos aparecen constantemente a lo largo del largometraje.

## Sinopsis
Jillian y Sarah son muy amigas y trabajan juntas como camareras en el mismo establecimiento. Mientras Jillian es atrevida, seductora, alcohólica y fumadora; Sarah es educada, amable y valiente. Una noche en una fiesta, Jillian desaparece y Sarah empieza a investigar dónde puede estar con la ayuda de Jasper, un chico que está enamorado de ella. Sin embargo, solo cuentan con dos pistas: el diario de Jillian y un vídeo con un mensaje oculto en que no se puede ver muy bien lo que muestra. Además, hay alguien que intenta impedir que la investigación de Sarah y Jasper siga adelante, pero aun así, ella está dispuesta a averiguar qué le ha pasado a Jillian.

## Reparto
| Actor / Actriz       | Personaje      |
| -------------------- | -------------- |
| Anna Kendrick        | Sarah          |
| Tania Raymonde       | Jillian        |
| Chuck Carter         | Jasper         |
| Paul Wesley          | Billy          |
| Olivia Dawn York     | Darla          |
| Joshua Swanson       | Chris          |
| Jon Gries            | Señor Tod      |
| Kinna Mclnroe        | Candy          |
| Shannon Holt         | Patty Melville |
| Jeff Daniel Phillips | Oficial Berg   |
| Suzanne Lang         | Maureen        |

- Datos: Q2294879